# Zarjagyjei kormányzati épület
A Zarjagyjei épület vagy Zarjagyjei kormányzati épület, gyakran említve Nyolcadik nővér néven is (oroszul: Административное здание в Зарядье) egy el nem készült felhőkarcoló terve volt az 1940-es években, Moszkvában, a Zarjagyje kerületben. Az épület nyolcadikként csatlakozott volna a Hét nővér néven ismert sztálinista felhőkarcolókhoz, és a második legnagyobb lett volna a Moszkvai Állami Egyetem főépülete után. Építésze Dmitrij Csecsulin lett volna, aki egy másik nővért, a Kotyelnyicseszkaja rakparti lakóházat is tervezte.

## Története
1934-ben a szovjet Nehézipari Népbiztosság pályázatot írt ki egy új felhőkarcoló felépítéséra a Vörös téren, a GUM áruház helyén. Ez a projekt végül nem valósult meg, az áruház ma is áll.
1947-ben a közeli, középkori Zarjagyje kerületet földig rombolták, ezzel készítve elő a helyet a 32 emeletes, 275 méter magas felhőkarcolónak (ezek a számok szerepeltek az 1951-es végleges tervekben), amely akkoriban a világ legmagasabb építményei közé tartozott volna. Habár egyesek ezt a projektet is a Nehézipari Minisztériumhoz kötötték, valójában az épületet egy adminisztratív egységnek szánták, bármiféle minisztériumhoz kötöttség nélkül, amelyet az építési dokumentumok is alátámasztanak. Elterjedt volt az a szóbeszéd is, miszerint Lavrentyij Berijának is köze volt ehhez a projekthez.
Csecsulin felhőkarcolója a második legmagasabb lett volna az Állami Egyetem főépülete után, ám a projektet Sztálin halálakor, még az alapkőletételnél berekesztették (úgy vélték, egy ekkora épület háttérbe szorítaná a közeli Kreml tekintélyét), az alapokat később az 1967-ben, szintén Csecsulin tervei alapján épült Rosszija Hotelhez (amelyet 2006-ban elbontottak) használták fel, az eredeti terveket pedig 1955-ben átdolgozták, és azok alapján építették meg a varsói Kultúra és Tudomány Palotáját, amelyet a kötődés és az építészeti hasonlóságok miatt szintén szokás a "Nyolcadik nővér" néven emlegetni.

## Fordítás
- Ez a szócikk részben vagy egészben  az   Eighth Sister című angol Wikipédia-szócikk ezen változatának fordításán alapul.  Az eredeti cikk szerkesztőit annak laptörténete sorolja fel. Ez a jelzés csupán a megfogalmazás eredetét és a szerzői jogokat jelzi, nem szolgál a cikkben szereplő információk forrásmegjelöléseként.
- Ez a szócikk részben vagy egészben  a   Seven Sisters (Moscow) című angol Wikipédia-szócikk ezen változatának fordításán alapul.  Az eredeti cikk szerkesztőit annak laptörténete sorolja fel. Ez a jelzés csupán a megfogalmazás eredetét és a szerzői jogokat jelzi, nem szolgál a cikkben szereplő információk forrásmegjelöléseként.